# Cyclosa algerica
Cyclosa algerica là một loài nhện trong họ Araneidae.
Loài này thuộc chi Cyclosa. Cyclosa algerica được Eugène Simon miêu tả năm 1885.